# Пиццигани

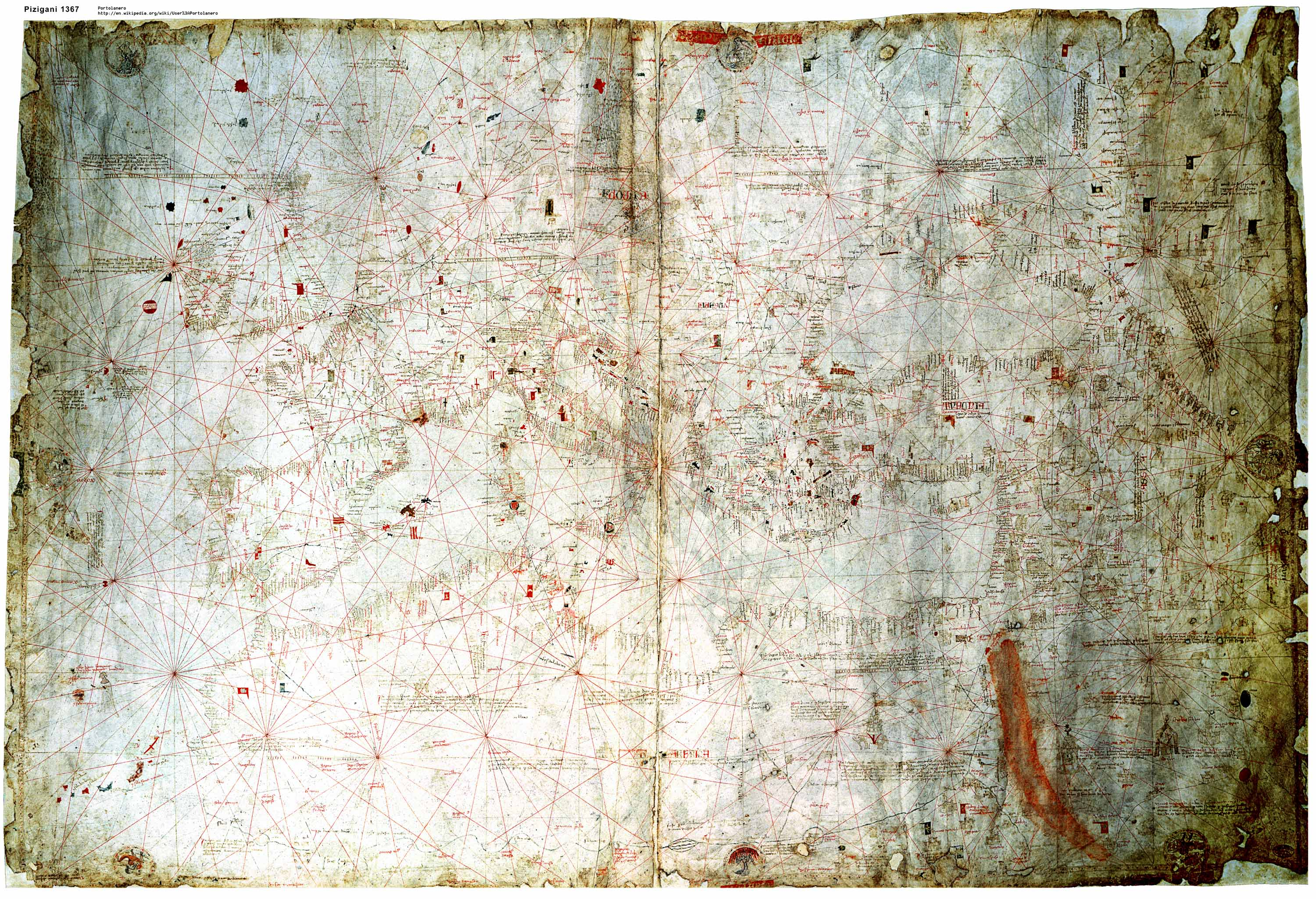
Портулан братьев Пиццигани используется в топонимических исследованиях, особенно по истории юго-востока Европы

Братья Франциск и Доминик Пиццигани (итал. Francesco, Dominic Pizigani / Pizigano) — венецианские картографы XIV века. Известно, что расцвет профессиональной деятельности Франческо Пицигано приходится на 1367 — 1373 годы.
Известны только составлением в 1367 году подробного географического справочника-портулана, который охватывает не только запад, но и восток Европы (что для итальянских карт XIV века было редкостью).
Карта размером 138 на 92 см предназначалась для торговцев и мореходов и содержала подробные комментарии маршрутов, географических объектов и исторических мест. Хранится в Палатинской библиотеке города Парма. 
Несмотря на широкую известность карты, об её составителях известно очень мало. Предполагается, что они были купцами. Братьям Пиццигани приписывается ещё несколько портуланов, хранящихся в Парижской национальной библиотеке, Амброзианской библиотеке и библиотеке музея Коррер.

## Карта братьев Пицигани
Портолан в стиле Каталанской картографической школы венецианцев Франческо и Доменико Пицигани был изготовлен в 1367 году. На этой карта мира (и в навигационном атласе 1373 г.) исследователи обнаружили признаки работы нескольких человек. Например, в художественном оформлении: авторская легенда на планисфере 1367 г. свидетельствует о том, что карта была изготовлена совместно братьями-венецианцами Франческо и Доменико Пицигани, несмотря на то, что подпись имеется одна. Над изготовлением морской карты-портолана работали разные специалисты: важно было обладать мастерством писца, рубрикатора, иллюминатора. Один «мастер по изготовлению навигационных карт», а другой «рисовальщик». При этом подпись на портолане всегда ставил мастер-картограф. Исследователь P. Zurla считает, что братья Пицигани больше были иллюминаторами, чем картографами.
Подлинник карты братьев Пицигани первоначально принадлежал Джироламо Дзанотти и был подарен им П. Пачауди, бывшему библиотекарю герцога Пармского. Эта карта до середины XIX в. находилась в библиотеке Великой Герцогини Пармской Марии Луизы. По ее распоряжению с портолана 1367 г. было сделано два списка — один попал в Вену, другой к канцлеру России графу Николаю Петровичу Румянцеву.